# 藤咲凪
藤咲 凪（ふじさき なぎ、1999年9月20日 - ）は、日本のアーティスト、タレントである。旧名に中森千尋（なかもり ちひろ）、荒城凪沙（あらき なぎさ）などがある。かつて音楽ユニット「最終未来少女」やアイドルグループ「ぶっ壊れRe:論‰」で活動した。

## 経歴
中学校と高校の、ほとんどが不登校だった。
高校1年時から「無名える」（のちに「雨宿える」）としてアイドルグループ「ぶっ壊れRe:論‰」で活動した。
2018年、「千尋」名義で「女子高生ミスコン2017-2018」に参加し、関東グランプリ、全国大会でモデルプレス賞となる。応募時点で高校を退学して高等学校卒業程度認定試験に合格済みであったが、生年が高校3年生と同じであることを主催者へ伝えて参加した。
2018年5月4日、「ぶっ壊れRe:論‰」が解散。
2018年5月7日から11日、『青春高校3年C組』（テレビ東京）1期生6週目入学希望者、7月から8月に『美少女クエスト』（フジテレビ）、それぞれ「荒城凪沙」として出演する。
移行は前述のテレビ番組以外では「中森千尋」として北海道と東京の往復を重ねて活動し、のちに上京。2018年8月、SODA（のちに小野緑に改名）とユニット「最終未来少女」を組む。
2018年10月22日発売『週刊プレイボーイ』（集英社）45号で水着グラビアを初めて公開し、11月にミスiD2019で準グランプリとなる。
2019年2月1日から4月2日、声優事務所ホーリーピークに所属した。
2019年2月6日、「最終未来少女」を解散する。
2022年7月1日、「藤咲凪」に改名して芸能事務所mint-productionsに所属を告知する。同年6月、「最終未来少女」を再結成して活動を再開する。
2023年5月25日、初のソロ曲「鬱鬱バッキュン！」を発表してミュージックビデオを公開する。
2023年8月20日、『サンデージャポン』（TBSテレビ）で、3歳児と1歳児を育てるシングルマザーであることを公表する。
2024年7月9日、同月5日に自宅の窓ガラスが割られ不法侵入される事件が発生したことを発表。安全確保のため、一部活動の自粛・制限を行うことを明らかにした。
2025年7月8日、アイドル活動を一時休止することを発表。23日、同日をもって「最終未来少女」を卒業することを発表した。

## 人物
- 両親は離婚して母親は他界している。母親は芸能人を志したが事務所に所属する時点で妊娠が判明して諦めた、と聞かされたことを契機に藤咲も芸能人を志す[19]。
- 声優としてアニメーション作品に関わることを最終目標に、知名度を上げるために「AVとヌード以外のお仕事だったらなんでもやります！」[7]と宣言する。のちに虫関連も拒否する。
- ミスiD2019で審査員は、菅野結以が「目を離したらすぐ逃げてしまう、けど触れたら壊れちゃいそうで。危うい美少女」[2]と評し、吉田豪が「ミスiDフェスの授賞式でマスコミ用の写真撮影をするとき、受賞してるのに一人だけ先に帰っちゃって騒動になったり」[2]と危うげな点を評価している。
- 好きな女性タレントに中森明菜[5]を挙げる。

## 作品

### 配信限定シングル
|     | 配信日        | タイトル         | 備考                                                |
| --- | ------------- | ---------------- | --------------------------------------------------- |
| 1st | 2023年5月19日 | 鬱鬱バッキュン！ |                                                     |
| 2nd | 2024年9月20日 | 幸あれいっ       |                                                     |
| 3rd | 2025年4月13日 | なんとなく       | アニメ『俺は星間国家の悪徳領主!』エンディングテーマ |

### ミュージックビデオ
| 配信日        | タイトル                                 | 動画   |
| ------------- | ---------------------------------------- | ------ |
| 2023年5月25日 | 「鬱鬱バッキュン！」Official Music Video | [ 20 ] |

## 書籍

### 写真集
- ここにいる。（2023年8月7日、集英社、撮影：佐藤裕之）- デジタル限定

## 出演

### テレビ
- 青春高校3年C組（2018年5月7日 - 11日、テレビ東京）[21] - 1期生 6週目入学希望者、荒城凪沙
- 美少女クエスト （2018年7月 - 8月、フジテレビ）- 荒城凪沙

### CM
- Yogibo（2024年5月1日 - ）[22]